# 반흑기
반흑기(半黑旗, Bisected flag)는 아나키스트들이 자신이 어느 분파에 속하는 아나키스트인지 나타내기 위해 사용한다. 아나키즘의 스펙트럼은 매우 넓기 때문에 각기 다른 사상가들이 자신을 나타내기 위해 각기 다른 반흑기를 사용한다.

## 여러 가지 반흑기

흑적기는 아나코 공산주의, 아나코 생디칼리즘의 상징이다.
흑녹기는 녹색아나키즘의 상징이다.
흑황기는 아나코 자본주의의 상징이다.
흑백기는 아나코 평화주의를 상징한다.
흑분홍기는 아나코퀴어를 상징한다.
흑자기는 아나코 페미니즘을 상징한다.

## 같이 보기
- 아나키즘의 상징